# Erhard Seminars Training
Erhard Seminars Training ('Erhards seminarieträning'), är en organisation som grundades av Werner Erhard på 1970-talet. Kursen, mest känd som "est", varade två helger (totalt 60 timmar). 
Syftet med est var att människor skulle omvandla sin förmåga att leva livet fullt ut, genom att de situationer de hade försökt att ändra eller givit upp på, löstes upp i samklang med livet självt. Est-utbildningen gavs från 1971 till 1984. Erhard sålde sedan sin verksamhet till vad som kom att bli Landmark Education.